# 초지고등학교
초지고등학교(草芝高等學校)는 대한민국 경기도 안산시 단원구 초지동에 있는 공립 고등학교이다.

## 학교 연혁
- 2000년 1월 8일 : 초지고등학교 보통과 총 36학급 인가 (11학급 설립)
- 2000년 3월 1일 : 초대 최강수 교장 취임
- 2000년 3월 6일 : 보통과 11학급 473명 입학(특수 3명)
- 2002년 10월 31일 : 축구부 창단
- 2003년 2월 6일 : 제1회 졸업식 462명 졸업
- 2020년 9월 1일 : 제9대 이은옥 교장 취임
- 2024년 1월 4일 : 제22회 졸업식 203명 졸업(총 11,777명 졸업)
- 2024년 3월 4일 : 제25회 입학식 246명 입학

## 참고 자료
- 초지고등학교 - 한국교육학술정보원 학교알리미